# Aleksandar Kozlina
Aleksandar Kozlina (ur. 20 grudnia 1938 w Donjim Skradzie, zm. 10 kwietnia 2013 w Nowym Sadzie) – chorwacki piłkarz występujący na pozycji pomocnika. Reprezentant Jugosławii.

## Kariera klubowa
Kozlina karierę rozpoczynał w sezonie 1958/1959 w pierwszoligowym Hajduku Split. Występował tam przez cztery sezony, a potem na kolejne dwa został wypożyczony do innego pierwszoligowca, RFK Novi Sad. Potem wrócił do Hajduka, z którym w sezonie 1966/1967 zdobył Puchar Jugosławii.
W 1967 roku Kozlina przeszedł do belgijskiego RFC Liège. Spędził tam trzy sezony, w ciągu których występował w pierwszej lidze belgijskiej. Następnie grał w zespołach niemieckiej Regionalligi, Viktorii Kolonia oraz Fortunie Kolonia. W latach 1972–1974 ponownie występował w Belgii, w drużynie Tilleur FC. Potem zakończył karierę.

## Kariera reprezentacyjna
W reprezentacji Jugosławii Kozlina zadebiutował 1 stycznia 1960 w wygranym 5:0 towarzyskim meczu z Marokiem. W tym samym roku zdobył złoty medal na Letnich Igrzyskach Olimpijskich. W latach 1960–1961 w drużynie narodowej rozegrał 9 spotkań.